# Ливадия (яхта, 1880)
«Ливадия» (с 1883 года — «Опыт») — паровая императорская яхта с эллиптическим корпусом.

## История строительства
Проект императорской яхты на замену погибшей в октябре 1878 года колёсной яхты «Ливадия» был разработан Э. Е. Гуляевым по заданию начальника МТК вице-адмирала А. А. Попова. Гуляев разработал проект яхты, имеющей в плане форму эллипса, что должно было обеспечить ей при высокой остойчивости покойную качку с незначительными размахами. Яхта представляла собой двухкорпусное судно: срезанный по ватерлинию верхний корпус длиной 79,25 м и шириной 33,53 м был установлен на полупогруженный в воду понтон эллиптической формы (нижний корпус) длиной 71,63 м и шириной 46,63 м. 

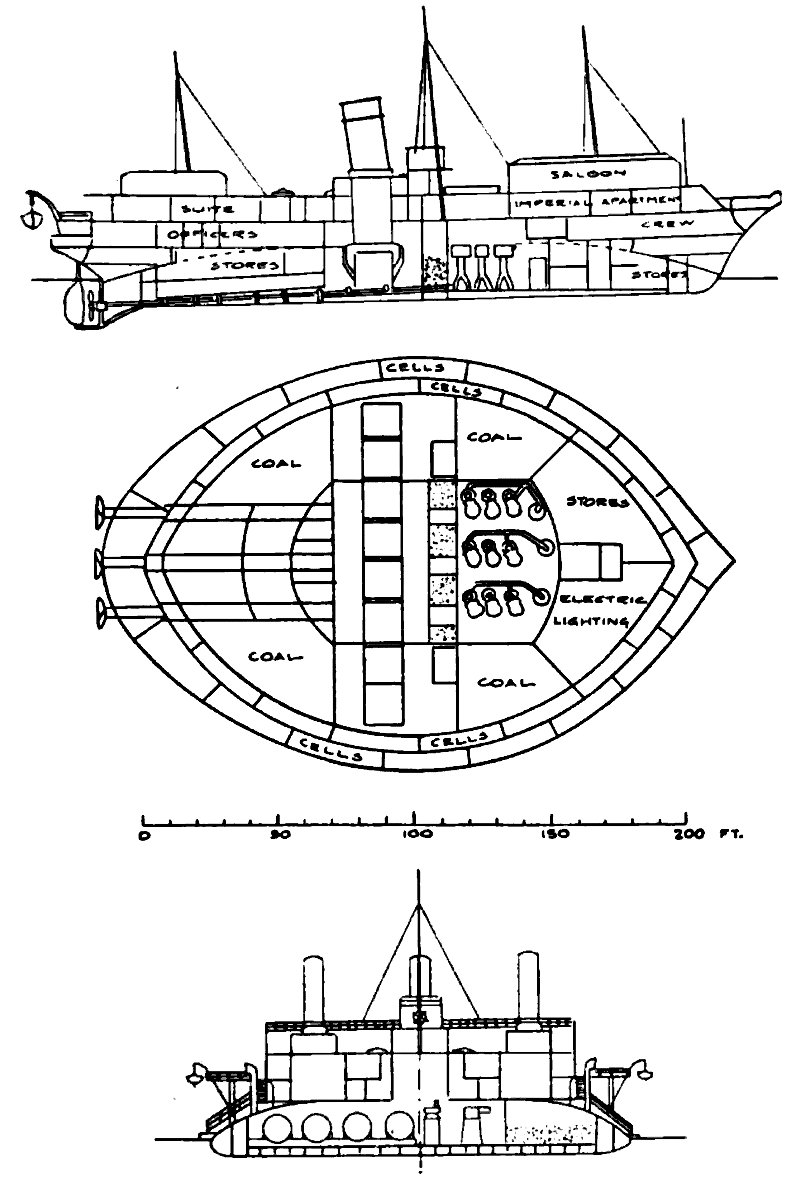
Чертежи яхты

Яхту водоизмещением 4420 т. заказали британской судостроительной фирме «Джон Эльдер и К°». 25 марта 1880 года состоялась официальная закладка яхты, хотя строительство началось значительно раньше. Над украшением интерьера яхты, которая возводилась в Глазго, по некоторым сведениям работал прерафаэлит, художник-керамист Уильям де Морган.
25 июня яхту спустили на воду.

## Служба
3 октября 1880 года «Ливадия» направилась в Севастополь. В Бискайском заливе она попала в жестокий шторм. От ударов волн образовалась течь и междудонное пространство заполнилось водой. Срочно пришлось менять курс и идти в испанский порт Ферроль. При осмотре водолазами в носовой части понтона с левого борта была обнаружена 5-метровая вмятина с разрывами и трещинами в листах обшивки. Только через семь с половиной месяцев, после ремонта, яхта смогла продолжить свой путь в Севастополь, куда пришла 27 мая 1881 года. 
Специальная комиссия посчитала конструкцию корпуса понтона яхты неудовлетворительной для сопротивления ударам волн. «Ливадия» совершила единственный поход как императорская яхта — перевезла великого князя Михаила Николаевича с семьей из Батума в Севастополь. Яхту затем переклассифицировали в пароход и переименовали в «Опыт». 

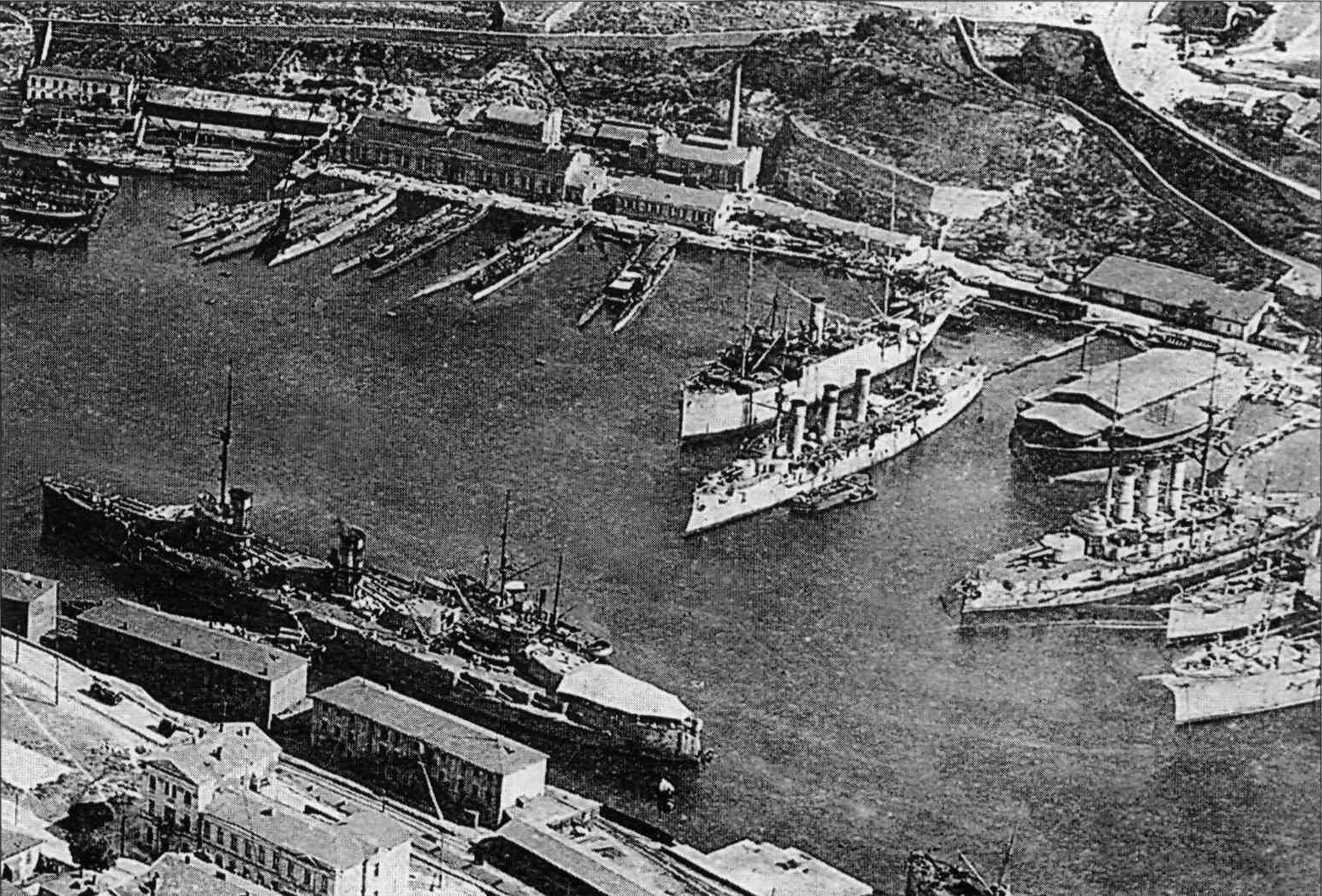
"Опыт" (в правой части снимка) в Севастополе, 1918 год.

Затем с парохода сняли паровые машины и установили их на крейсерах «Минин», «Герцог Эдинбургский» и «Генерал-Адмирал». Пароход превратился в блокшив, используемый как казарма и склад. В начале XX века его сдали в Севастопольский порт, но в 1913 году вновь включили в списки флота как «Блокшив № 7». В 1926 году он был отправлен на слом.